# 玄泳民
玄 泳民 （ヒョン・ヨンミン, 현영민, 1979年12月25日 - ） は、大韓民国の元サッカー選手。

## 経歴
主に左サイドを得意とし、サイドバックのほか中盤でもプレーできる。2002 FIFAワールドカップの韓国代表メンバーで、出場機会はなかったがチームの大会ベスト4を経験した。
2006年、元韓国代表監督ディック・アドフォカートに引き抜かれ、ロシアのゼニト・サンクトペテルブルクに移籍。同時に移籍した金東進、李浩と共に、韓国人選手としては初めてロシア・プレミアリーグでプレーした。2007年より蔚山、FCソウル、城南、全南などKリーグクラブに所属し、2017年で現役を引退。

## 所属クラブ
- 建国大学校
- 2002年 - 2005年  蔚山現代FC
- 2006年  ゼニト・サンクトペテルブルク
- 2007年 - 2009年  蔚山現代ホランイ
- 2010年 - 2012年  FCソウル
- 2013年   城南一和天馬
- 2014年 - 2017年   全南ドラゴンズ

## 代表歴

### 出場大会
- 韓国代表
  - 2002 FIFAワールドカップ

### 試合数
- 国際Aマッチ 15試合 0得点（2001年-2004年）[1]

| 韓国代表 | 国際Aマッチ | 国際Aマッチ |
| 年       | 出場        | 得点        |
| -------- | ----------- | ----------- |
| 2001     | 2           | 0           |
| 2002     | 7           | 0           |
| 2003     | 3           | 0           |
| 2004     | 3           | 0           |
| 通算     | 15          | 0           |